# Caprin-1
Caprina-1 (de la expresión inglesa cytoplasmic activation/proliferation-associated protein-1 "proteína asociada con activación/proliferación citoplásmica 1"; también conocida como RNG105) es una proteína que en los seres humanos es codificada por el gen CAPRIN1. Caprina-1 fue descubierta en 2004.

## Estructura
Caprina-1 forma parte de la familia de caprinas, en que también se conoce otra proteína humana, la caprina-2, y una presente en moscas de laboratorio, la dCaprina. Todas tienen una estructura distintiva compuesta enteramente de hélices alfa (seis por molécula en el caso de caprina-1) y pueden formar un homodímero. El homodímero de caprina-1 asume una forma parecida a la letra V, con un ángulo poco pronunciado y una extensa superficie cóncava que parece ser un sitio de unión con otras proteínas. También posee varios otros posibles sitios de interacción, y podría unirse con varias otras proteínas al mismo tiempo.

## Funciones y patologías
Caprina-1 juega un papel importante en la proliferación celular. Puede unirse con varios tipos de ARNm, en particular con algunos relacionados con c-Myc y ciclina D2, las cuales son proteínas importantes para la transición de la fase G1 a la fase S del crecimiento celular. Caprina-1 puede inducir la formación de gránulas de estrés y varios tipos de células cancerosas exhiben expresión anormal de esta proteína. Por lo tanto, se cree probable que juegue un papel en la oncogénesis.
Parece tener importancia para la plasticidad sináptica y se ha sugerido que es esencial para la creación de memoria a largo plazo. También participa en la reacción inmunológica contra el virus de encefalitis japonesa, que la ataca para neutralizar la reacción.
En 2022 se demostró que mutaciones de pérdida de función del gen CAPRIN1 producen un trastorno autosómico dominante. Pacientes con el trastorno recién descubierto padecen perturbaciones del lenguaje, retrasos del lenguaje, y discapacidades intelectuales, presentan TDAH y son autistas. En el plano físico tienen problemas respiratorios, anomalías de las extremidades y del esqueleto, desarrollo retrasado, dificultades al comer, convulsiones y problemas oftalmológicos.